# جسر نيلسون مانديلا

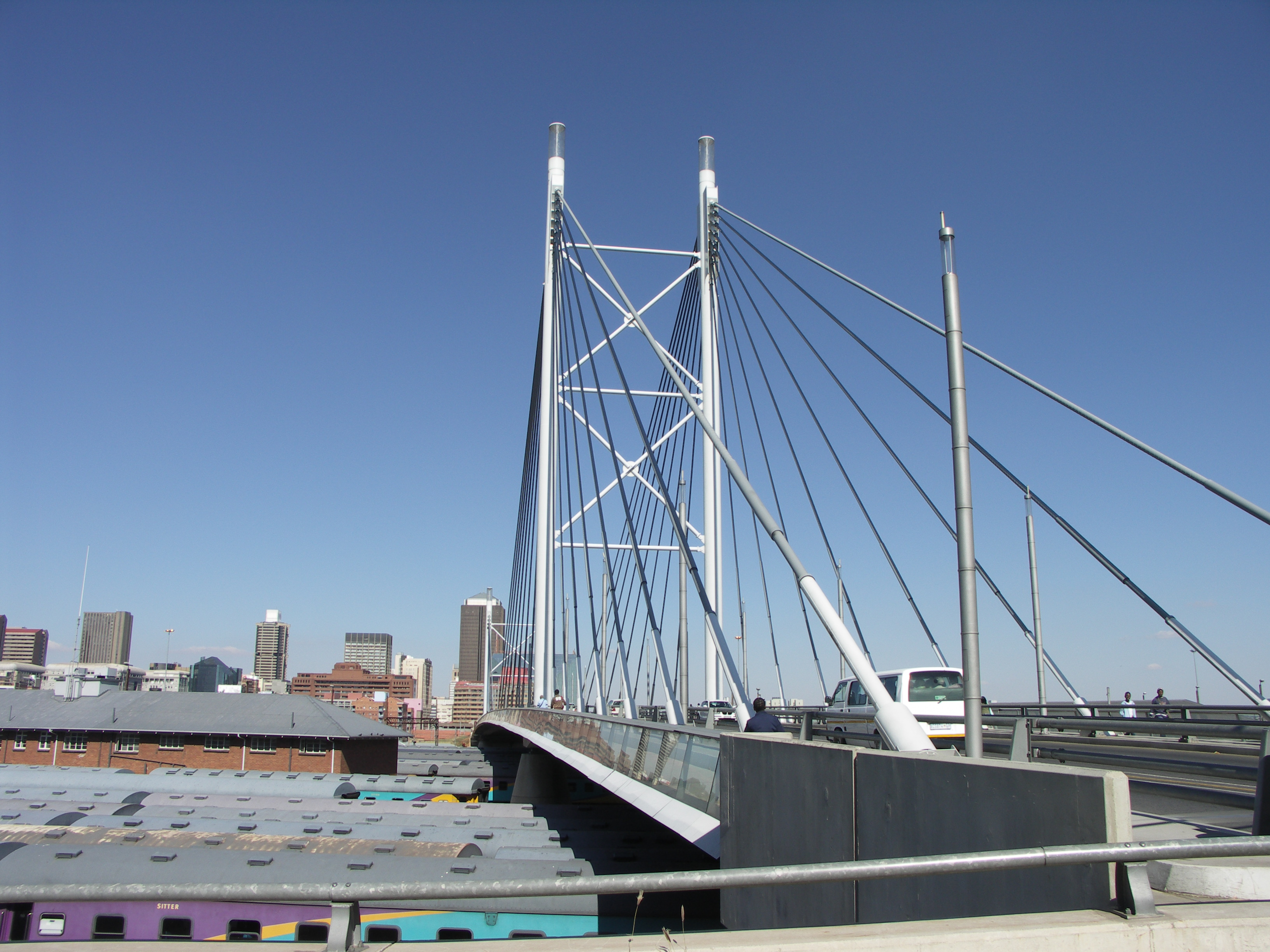
جسر نيلسون مانديلا في جوهانسبيرج

جسر نيلسون مانديلا هو جسر يقع في جوهانسبرج بجنوب إفريقيا. هو الرابع من بين خمسة جسور تعبر خطوط السكك الحديدية والجوانب الواقعة غرب محطة جوهانسبرج بارك. تم الانتهاء منه في عام 2003، وكلف بناؤه 38 مليون رند. كان اقتراح الجسر هو ربط منطقتين تجاريتين رئيسيتين في برامفونتين ونيوتاون بالإضافة إلى تجديد المدينة الداخلية وتحديثها إلى مستوى معين. يشكل الجسر جزءًا من طريق M27 في جوهانسبرج.